# 安德烈·馬奇諾
安德烈·马奇诺（法語：André Maginot，法語發音：[ɑ̃dʁe maʒino]；1877年2月17日—1932年1月7日），法国官员、军人、政治家。

## 生平
出生在巴黎，青年时代在阿尔萨斯-洛林度过。1897年至1910年担任阿尔及利亚总督府内务局长官。1910年被选为下议院议员，担任陆军次官。第一次世界大战期间参军，曾参与凡尔登战役并负伤，获得从军奖章。此后曾于1922年至1924年、1929年至1930年、1931年至1932年出任陆军部长。其在陆军部长任内，设计了著名的马奇诺防线。这条防线由保罗·班勒卫主持建成。安德烈·马奇诺没有等到防线竣工的那天，于1932年因伤寒在巴黎去世。1936年防线竣工后，用马奇诺的名字命名以纪念他的功绩。